# Dolomedes instabilis
Espèce
Synonymes
- Dolomedes habilis Hogg, 1906

Dolomedes instabilis est une espèce d'araignées aranéomorphes de la famille des Dolomedidae.

## Distribution
Cette espèce se rencontre au Australie et en Papouasie-Nouvelle-Guinée.

## Description
Le mâle décrit par Raven et Hebron en 2018 mesure 11,2 mm et la femelle 21,25 mm.

## Systématique et taxinomie
Cette espèce a été décrite par L. Koch en 1876.
Dolomedes habilis a été placée en synonymie par Raven et Hebron en 2018.

## Publication originale
- L. Koch, 1876 : Die Arachniden Australiens. Nürnberg, vol. 1, p. 741-888 (texte intégral).